# Stegolepis gleasoniana
Stegolepis gleasoniana är en gräsväxtart som beskrevs av Julian Alfred Steyermark. Stegolepis gleasoniana ingår i släktet Stegolepis och familjen Rapateaceae. Inga underarter finns listade i Catalogue of Life.